# Nichuta
Nichuta (nep. निचुटा) – gaun wikas samiti w środkowej części Nepalu w strefie Narajani w dystrykcie Parsa. Według nepalskiego spisu powszechnego z 2001 roku liczył on 882 gospodarstw domowych i 5502 mieszkańców (2719 kobiet i 2783 mężczyzn).